# Latiaxis mawae
Latiaxis mawae is een slakkensoort uit de familie van de Muricidae. De wetenschappelijke naam van de soort is voor het eerst geldig gepubliceerd in 1834 door Gray [in Griffith & Pidgeon].